# Myles Adams
Myles Adams (Arlington, 9 marzo 1998) è un giocatore di football americano statunitense che milita nel ruolo di defensive end per i Seattle Seahawks della National Football League (NFL).

## Carriera

### Carolina Panthers
Adams non fu scelto nel Draft NFL 2020. Il 30 aprile firmò con i Carolina Panthers. Fu svincolato il 5 settembre 2020, rifirmando per la squadra di allenamento il giorno successivo. Fu svincolato definitivamente il 18 settembre 2020.

### Seattle Seahawks
Il 2 dicembre 2020 Adams firmò con i Seattle Seahawks e inserito nella squadra di allenamento.
Il 31 agosto 2021 Adams fu svincolato, rifirmando con la squadra di allenamento il giorno successivo. Il 21 dicembre 2021 debuttò nella NFL nella gara della settimana 15 game contro i Los Angeles Rams. Il 10 gennaio 2022 firmò un nuovo contratto.